# Arthur Ruppin
Arthur Ruppin (Rawicz, 1876 – Degania Alef, 1943) è stato un filosofo e politico tedesco.
Pensatore ed attivista sionista, egli fu uno dei fondatori della città di Tel Aviv, nonché pioniere della sociologia ebraica, dirigente del gabinetto di statistica e demografia ebraica a Berlino dal 1902 al 1907. Nel 1926 Ruppin creò la facoltà di sociologia all'Università ebraica di Gerusalemme, che oggi porta il suo nome. La sua opera più importante è Gli Ebrei nel mondo moderno (1934).

## Biografia
Arthur Ruppin nacque a Rawitsch nell'Impero tedesco (oggi in Polonia). Quando aveva 15 anni la povertà della sua famiglia lo costrinse a lavorare anche se ad ogni modo fu in grado poi di completare i suoi studi di legge ed economia.
Ruppin aderì all'Organizzazione Sionista (dal 1960 Mondiale) nel 1905. Nel 1907 venne inviato da David Wolfsohn, presidente dell'organizzazione, a studiare la condizione degli Yishuv (la comunità ebraica in Palestina, allora nell'Impero Ottomano) per investigarne le possibilità di sviluppo nell'agricoltura e nell'industria, proponendo anche delle soluzioni in merito. Nel 1908 Ruppin si recò a vivere in Palestina per decisione dell'8º congresso sionista. Aprì la sede (Eretz Yisrael Office) dell'organizzazione sionista a Giaffa, con l'intento di aiutare il movimento sionista e le sue attività.
Ruppin divenne ben presto uno degli esponenti più in vista del sionismo. Fu tra i fondatori della città di Tel Aviv ed acquistò delle terre presso il Monte Carmelo, a Afula, nella valle di Jezreel ed a Gerusalemme. Ruppin risultò dunque fondamentale per il cambiamento degli insediamenti ebrei in palestina realizzando cooperative e kibbutz per i lavoratori più poveri, pianificando la realizzazione di Kinneret, Merhavia e altri villaggi. Successivamente supportò Yehoshua Hankin nel tentativo di acquistare grandi appezzamenti terrieri in Galilea.
Ruppin fu tra i fondatori del Brit Shalom, movimento pacifista d'ispirazione ebraica, che però si proponeva di creare uno stato ebraico indipendente e fu a capo della Jewish Agency (Agenzia ebraica) tra il 1933 ed il 1935, aiutando molti ebrei emigrati a forza dalla Germania dopo la proclamazione delle leggi razziali. Ruppin morì nel 1943 e venne sepolto a Degania Alef.
Molte città dello stato di Israele hanno strade a lui intitolate e la città di Haifa gli ha dedicato ogni anno un premio da distribuire a quanti si siano distinti a livello filosofico, politico e di pensiero, di cui uno dei vincitori fu nel 1952 il sionista e kafkiano Felix Weltsch.